# Напівчагарник

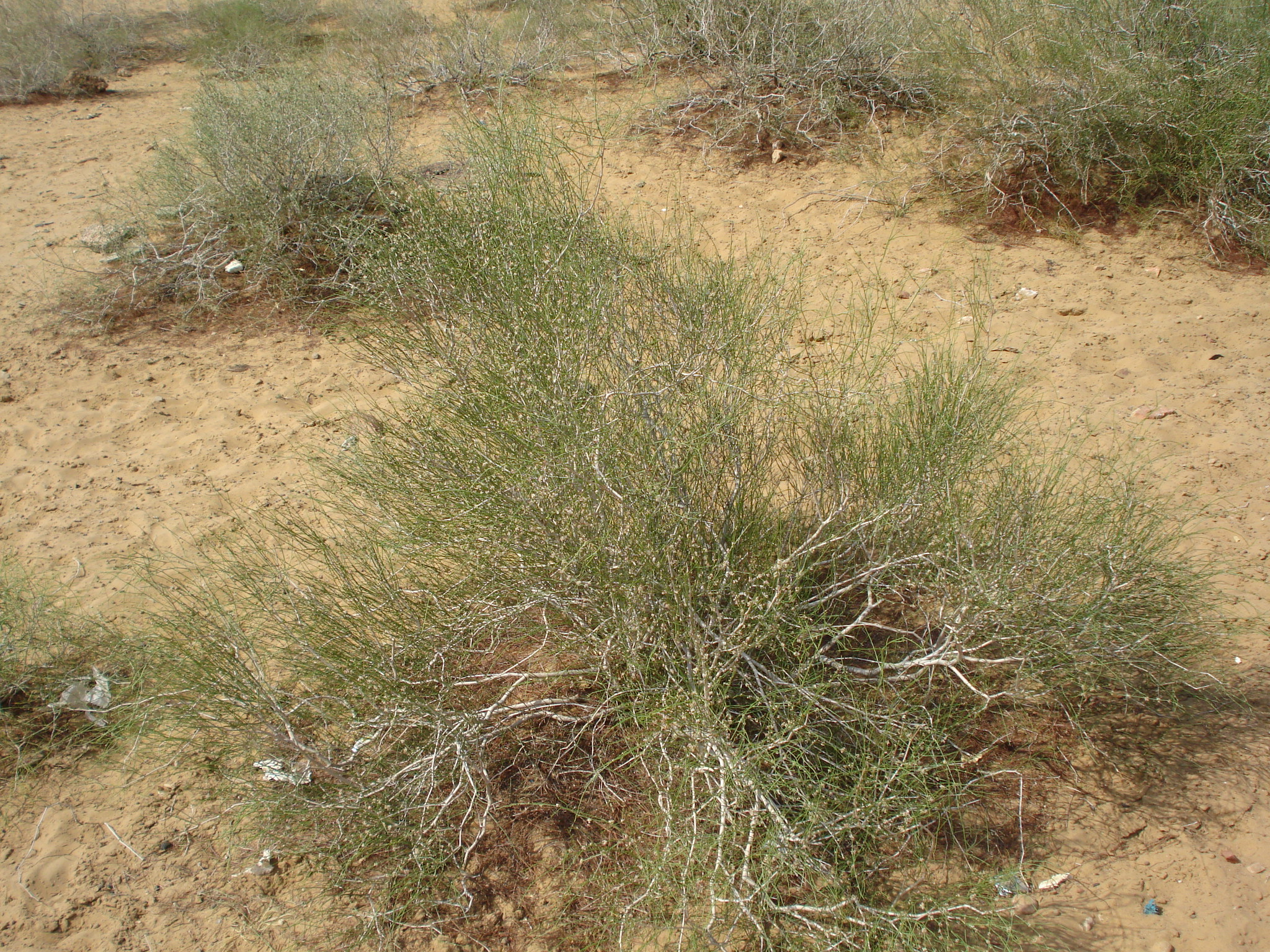
Джузгун Calligonum polygonoides в пустелі Тар

Півкущ, напівкущ або напівчагарник — життєва форма рослин. Входить до еколого-морфологічної класифікації, розробленої І. Г. Серебряковим.
Напівкущі відрізняються від кущів тим, що їхні стебла дерев'яніють лише у багаторічній нижній частині, від якої щороку відростають однорічні трав'янисті пагони. У нижній здерев'янілій частині розташовані бруньки відновлення. Напівкущі зазвичай не бувають вищими 80 см, хоча зрідка досягають висоти 150—200 см. Формуються вони за принципом кущів, але вік їх не перевищує 2-8 років.
Представлені переважно в місцях з аридним кліматом — пустелях і напівпустелях. Наприклад, до півкущів належать Xylosalsola arbuscula, ефедра хвощова (Ephedra equisetina), джузгун (Calligonum caput-medusae), багато видів степових і пустельних полинів, астрагалів та інших. Прикладом дрібних напівчагарників, які зазвичай називаються напівчагарничками, може служити повзуча рослина чебрець.